# Суська сільська рада
Суська сільська рада — колишня адміністративно-територіальна одиниця та орган місцевого самоврядування у Ківерцівському районі Волинської області з адміністративним центром у с. Суськ.
Припинила існування 9 січня 2019 року через об'єднання до складу Ківерцівської міської територіальної громади Волинської області. Натомість утворено Суський старостинський округ при Ківерцівській сільській громаді.

## Населені пункти
Сільській раді були підпорядковані населені пункти:
- с. Суськ
- с. Звози
- с. Славне
- с. Словатичі

## Населення
Згідно з переписом УРСР 1989 року чисельність наявного населення сільської ради становила 1466 осіб, з яких 649 чоловіків та 817 жінок.
За переписом населення України 2001 року в сільській раді мешкало 1400 осіб.

### Мова
Розподіл населення за рідною мовою за даними перепису 2001 року:
| Мова       | Відсоток |
| ---------- | -------- |
| українська | 99,43 %  |
| російська  | 0,50 %   |
| молдовська | 0,07 %   |

## Склад ради
Рада складалася з 16 депутатів та голови.

## Керівний склад сільської ради
| ПІБ                     | Основні відомості                                                                                  | Дата обрання | Дата звільнення |
| ----------------------- | -------------------------------------------------------------------------------------------------- | ------------ | --------------- |
| Тимощук Сергій Петрович | Сільський голова, 1962 року народження, освіта, член Всеукраїнського об'єднання «Батьківщина»      | 26.03.2006   | 31.10.2010      |
| Тимощук Сергій Петрович | Сільський голова, 1962 року народження, освіта вища, член Всеукраїнського об'єднання «Батьківщина» | 31.10.2010   |                 |

Примітка: таблиця складена за даними джерела